# 能村龍太郎
能村龍太郎（のうむらりょうたろう、1922年5月29日 - 2006年1月19日)は、昭和後期-平成時代の経営者。

## 人物・略歴
1922年（大正11年）生まれ、市岡中学校（現・大阪府立市岡高等学校）を卒業。
1946年（昭和21年）、「能村縫工所」を設立し、リュックサックや船舶用シートを製造する。
1947年（昭和22年）、株式会社に組織を変更、太陽工業と改称し社長となる。
1977年（昭和52年）、会長に就任。各種テントを中心に業績をのばし技術開発を進め、東京ドームの屋根膜などの施工を担う。
1985年（昭和60年）のつくば博では、テント製パビリオンの9割、大阪万博のアメリカ館などのパビリオンを手がける。
その他、関西経済同友会の幹事を務め、1995年（平成7年）には大阪文化賞を受賞する。
2006年（平成18年）、83歳で死去。